# Gustav Wilmanns
Gustav Heinrich Klemens Wilmanns (Jüterbog, 30 de desembre de 1845 - Baden-Baden, 6 de març de 1878) fou un historiador de l'edat antiga i epigrafista alemany.
El 1864 Wilmanns va començar els estudis de filologia clàssica i història antiga a la Friedrich-Wilhelms-Universität de Berlín amb Johann Gustav Droysen, Moriz Haupt i Theodor Mommsen entre d'altres. A finals de 1867 es va doctorar amb la tesi De sacerdotiorum pp.,R. quodam genere. A més, Wilmanns va aprovar l'habilitació com a professor i, mentre feia el seu període de prova al Cöllnischen Gymnasium de Berlín, el març de 1869, va ser nomenat a la Universitat de Dorpat, avui Tartu, a Estònia. Poc abans, per suggeriment de Theodor Mommsen, va portar a terme uns estudis epigràfics a Estíria. El 1872 Wilmanns va ser contractat per la Universitat d'Estrasburg, on va treballar primer com a professor associat i des del 1876 com a professor titular.
L'hivern de 1873/1874 va emprendre un viatge d'investigació que el va portar per Itàlia i Malta fins a Tunis i d'allà a nombrosos indrets del nord d'Àfrica. Després d'una segona estada a Algèria, va recollir més d'11.000 inscripcions epigràfiques el 1876/1877, que li van servir com a base per al volum VIII del Corpus Inscriptionum Latinarum que li havia estat encarregat per l'Acadèmia de les Ciències de Berlín. Afeblit per l'esgotament dels seus viatges, va reprendre les classes a la universitat el 1877, però va morir poc temps després. Després de la seva mort, Theodor Mommsen va publicar en dues parts el volum VIII del CIL, que rep el nom de Inscriptiones Africae latinae, el 1881.
Gustav Wilmanns provenia d'una família de comerciants i intel·lectuals. El seu pare Franz Wilmanns (1799-1885) va ser conseller de construcció de la funció civil prussiana i havia treballat amb Karl Friedrich Schinkel. Entre els seus germans destaquen l'advocat i membre del Reichstag Karl Wilmanns i el germanista Wilhelm Wilmanns. El psiquiatre Karl Wilmanns i el químic Gustav Wilmanns eren fills del seu germà Franz Rudolph Florenz. El fill del seu germà Hilmar Franz Günther fou l'historiador i historiador didàctic Ernst Wilmanns. Gustav Wilmanns, emperò, no va tenir descendència.

## Escrits
- De sacerdotiorum p.p.R. quodam genere. Praecedit quaestio: De Laurento et Lavinio oppidis. Feicht, Berlín 1867 (phil. Diss., Universitat de Berlín, 1867; amb una vita en llatí).
- Exempla inscriptionum latinarum in usum praecipue academicum. Composuit Gustavus Wilmanns. 2 volums. Weidmann, Berlín 1873 (digitalitzat).
- Die Römische Lagerstadt Afrikas. In: Commentationes Philologae in honorem Theodori Mommseni. Scripserunt amici. Weidmann, Berlín 1877, pp. 190–212 (digitalitzat).
- Corpus Inscriptionum Latinarum. Vol. 8: Inscriptiones Africae Latinae. Col·legit Gustavus Wilmanns. Reimer, Berlín 1881 (digitalitzat Arxivat 2019-01-06 a Wayback Machine. ; prefaci amb una necrològica de Wilmanns).